# Le Maître d'escrime (film, 1992)
Pour le roman d'Arturo Pérez-Reverte, voir Le Maître d'escrime.
Ne doit pas être confondu avec Le Maître d'escrime (film, 2015).
Pour plus de détails, voir Fiche technique et Distribution.
Le Maître d'escrime (El maestro de esgrima) est un film espagnol réalisé par Pedro Olea, sorti en 1992, avec Assumpta Serna, Omero Antonutti et Joaquim de Almeida.

## Synopsis
Se déroulant en 1868 Madrid sur fond de préparation de la Glorieuse révolution, l'intrigue suit maître d'escrime Jaime de Astarloa et sa nouvelle élève Adela de Otero.

## Fiche technique
- Scénario : Antonio Larreta, Pedro Olea, Francisco Prada, d'après le roman Le Maître d'escrime, d'Arturo Pérez-Reverte
- Musique : José Nieto
- Costumes : Javier Artiñano
- Production : Antonio Cardenal et Pedro Olea
- Langue : espagnol
- Format : Couleur
- Dates de sortie :
  -  Espagne : 18 septembre 1992
  -  Royaume-Uni : 2 juillet 1993
  -  Australie :  24 mars 1994
  -  France : 20 avril 1994

## Distribution
- Omero Antonutti : Don Jaime Astarloa
- Assumpta Serna : Adela de Otero
- Joaquim de Almeida : Luis de Ayala
- José Luis López Vázquez : Jenaro Campillo
- Miguel Rellán : Agapito Cárceles
- Alberto Closas : Álvaro Salanova
- Elisa Matilla : Lucía
- Ramón Goyanes : Isidro
- Juan Jesús Valverde : Antonio Carreño
- Francisco Vidal : Marcelino Romero
- Tomás Repila : Gustavo
- Marcos Tizón : Alejandro
- Miguel Ángel Salomón : Heraldico
- Sonsoles Benedicto : Rosa
- Pablo Viña : serviteur de Luis de Ayala

## Récompenses
- 11 nominations aux Prix Goya 1993, dont trois trophées remportés pour le scénario adapté, la musique et les costumes.
- Prix de la meilleure actrice à Assumpta Serna au Festival du film policier de Cognac 1994